# Éléazar Ier d'Aïntab
Éléazar ou Éliazar Ier d’Aïntab ou Eghiazar Ier Aynt‘apc‘i (en arménien Եղիազար Ա Այնթափցի  ; mort le 8 août 1691) est Catholicos de l'Église apostolique arménienne de 1682 à 1691.

## Biographie
Éliazar, Éléazar ou encore Eghiazar, né à Aïntab dans la région d’Alep, est le seul prélat arménien qui présente la particularité d’avoir porté successivement trois des titres hiérarchiques les plus prestigieux de l'Église apostolique arménienne :
- Patriarche arménien de Constantinople en 1651-1652, pendant un an et cinq mois[1] ;
- Patriarche arménien de Jérusalem à trois reprises : en 1666-1667, 1668-1669 et enfin 1672-1682 en compétition avec Astvatzatour III Daronesti (1645-1666), (1667-1668), (1670-1672) et Martyros III de Kafa (1669-1670) et (1682-1691)[2] ;
- enfin, Catholicos de tous les Arméniens à Etchmiadzin.

D’abord « anti-Catholicos » contre Jacob IV de Djoulfa dès 1663 avec le titre inédit de « Patriarche suprême des Arméniens de l’Empire ottoman », il est régulièrement élu  après une vacance du siège de deux ans en 1682 et quitte Jérusalem pour Etchmiadzin.
Dans le courant de l'année 1683, il obtient, après de longues négociations, de consacrer à Etchmiadzin le Catholicos Thomas Ier Doghlanbéguian d'Aghtamar (1681-1698).
La même année, il fait ajouter une galerie cintrée sur le côté ouest de l'église Sourp Gayané, destinée à y ensevelir les moines. Dans l’église-cathédrale d’Etchmiadzin, Eghiazar est à l’origine de la construction des autels des transepts nord (autel de saint Étienne le Protomartyr) et sud (autel du Précurseur).
En 1685, il se lie d'amitié avec un missionnaire  de la mission d'Arménie, le père Esprit Roux. Il lui rend visite durant sa dernière maladie et à sa mort à Echtmiadzin le 11 septembre 1686, il prend sur lui-même d'en présider la cérémonie des funérailles. Eghiazar Ier meurt à son tour le 8 août 1691.